# Ланген Бриц
Ланген Бриц (њем. Langen Brütz) општина је у њемачкој савезној држави Мекленбург-Западна Померанија. Једно је од 76 општинских средишта округа Пархим. Према процјени из 2010. у општини је живјело 499 становника. Посједује регионалну шифру (AGS) 13060045.

## Географски и демографски подаци
Ланген Бриц се налази у савезној држави Мекленбург-Западна Померанија у округу Пархим. Општина се налази на надморској висини од 30 метара. Површина општине износи 15,4 km². У самом мјесту је, према процјени из 2010. године, живјело 499 становника. Просјечна густина становништва износи 32 становника/km².